# Araneus uruapan
Araneus uruapan este o specie de păianjeni din genul Araneus, familia Araneidae, descrisă de Levi, 1991. Conform Catalogue of Life specia Araneus uruapan nu are subspecii cunoscute.